# Alekséi Besprozvannij
Alekséi Serguéievich Besprózvannij (en ruso: Алексе́й Серге́евич Беспро́званных; Ridder, Unión Soviética, 23 de agosto de 1979) es un político ruso que desde 2024 se desempeña como gobernador del óblast de Kaliningrado.

## Biografía
Nacido el 23 de agosto de 1979 en la ciudad de Leninogorsk en la RSS de Kazajistán — en esa época situado en la Unión Soviética, actualmente la localidad ha sido renombrada como Ridder y se encuentra en la República de Kazajistán—.
En 2002, se graduó con honores en la Universidad Técnica Estatal de Altái. Donde se especializó en «Tecnología, equipamiento y automatización de industrias de construcción de maquinaria», obteniendo un máster en Ingeniería y Tecnología. Ese mismo año se diplomó en «Economía y Gestión de una Empresa de Construcción de Maquinaria».
En 2008, completó el programa Mini MBA en la Academia de Negocios Ernst & Young, en 2010, obtuvo un certificado Executive MBA en la Escuela de Administración de Moscú (SKOLKOVO). En 2015, realizó la formación y el reciclaje de la reserva de personal directivo en la Academia Presidencial Rusa de Economía Nacional y Administración Pública (RANEPA).
En agosto de 2012 fue nombrado vicepresidente del Gobierno del óblast de Vorónezh y jefe del Departamento de Industria y Transporte de dicho óblast. En junio de 2013 fue nombrado vicepresidente del Gobierno del óblast de Vorónezh, y de marzo a octubre de 2014, ejerció el cargo de vicepresidente interino del Gobierno. En octubre de 2014, fue nombrado oficialmente para ese cargo.
En 2016, se convirtió en director del Departamento de Política Industrial Regional y Gestión de Proyectos del Ministerio de Industria y Comercio de la Federación de Rusia (Minpromtorg) en Moscú. En 2017, fue nombrado viceministro de Industria y Comercio de Rusia.
Forma parte de la reserva de personal directivo que está bajo el patrocinio del Presidente de la Federación de Rusia — un programa creado por instrucciones presidenciales para capacitar a los administradores para un posible ascenso a nivel regional y federal—. El 15 de mayo de 2024, fue nombrado gobernador interino del óblast de Kaliningrado después de que el anterior gobernador Antón Alijánov asumiera al puesto de ministro de Industria y Comercio.
El 8 de septiembre de 2024, tras los resultados de las elecciones para gobernador, fue elegido gobernador del óblast de Kaliningrado, obteniendo el 76,55 % de los votos. Asumió el cargo el 20 de septiembre.

## Familia
Está casado y tiene dos hijos.